# Václav Kiml
Václav Kiml (19. ledna 1928 Mochov – 21. května 2001 Prachatice) byl český malíř, grafik a restaurátor.

## Život
Narodil se 19. ledna 1928 v Mochově u Českého Brodu. Po druhé světové válce začal studovat na Škole dekorativních umění v Praze pod vedením profesora Jaroslava Masáka. Následně přestoupil na Vysokou školu uměleckoprůmyslovou, kde ho učil profesor Jan Bauch. Souběžně studoval na Akademii výtvarných umění u profesora Emila Filly. Školu úspěšně absolvoval v roce 1952.
Od roku 1960 se stal členem skupiny Etapa a v roce 1991 se stal členem Spolku výtvarných umělců Mánes.
Za svůj život obdržel několik ocenění. Například Cenu Ministerstva kultury a informací ČSSR, cenu Art Centra a cenu Masarykovy akademie umění.
Zemřel 21. května 2001 v Prachaticích. Bylo mu 73 let.